# Synagogue Hekhal Haness
La synagogue Hekhal Haness (בית הכנסת היכל הנס) est une synagogue située dans le quartier de Malagnou à Genève (Suisse). Elle est le plus grand des six lieux de culte juifs de la ville.
Le bâtiment moderne au style sobre et d'une capacité de 1 200 places est inauguré en 1972. L'architecture de la synagogue, construite en sous-sol et surplombée d'un jardin sur son toit, est originale.
Les offices religieux suivent les rites séfarades. Un club de jeunesse et de sport ainsi qu'un club de bridge se trouvent au rez-de-chaussée.

## Historique

### Construction
Nessim Gaon est à l'origine du Centre Hekhal Haness. Cet homme d'affaires genevois a connu une réussite exceptionnelle dans ses entreprises, sans pour autant négliger les valeurs du judaïsme. Nessim Gaon descend d'une famille de bâtisseurs et dès son arrivée à Genève, il a rêvé de poursuivre cette tradition en donnant une synagogue à la Communauté Israélite de Genève.
Malgré un certain nombre d'obstacles, le projet progresse avec Nessim Gaon, la collaboration de nombreuses personnes, et un Comité pour la construction de la nouvelle synagogue de Malagnou. Les travaux ont commencé le 13 avril 1970 sous la direction de MM. Delacombaz, architecte, Gay et Deriaz, ingénieurs. Ils ont duré un peu plus de 2 ans.

### Incendie en 2007
Le 24 mai 2007 au matin, au second jour des célébrations de la fête juive de Chavouot, l'entrée de la synagogue est détruite par un incendie. La salle de prière et les ouvrages saints ne sont pas touchés. La piste criminelle, d'abord écartée, est ensuite privilégiée par la police genevoise. Toutefois, aucun signe antisémite ou appelant à la haine contre les juifs n'a été retrouvé sur les murs de la synagogue. La piste d'un déséquilibré est alors évoquée par la police.

## Architecture
La synagogue est conçue conformément au rite séfarade ; elle bénéficie de matériaux nobles comme le marbre de Venise, d'un mobilier des plus confortable et de lustres majestueux. La synagogue proprement dite occupe une surface de 225 m² et a une hauteur de 13 mètres. Elle peut accueillir environ 300 personnes. Une salle des fêtes, mitoyenne et séparée par une paroi amovible, permet d'augmenter la capacité jusqu’à 850 personnes pour les occasions exceptionnelles. Une galerie supérieure, qui entoure la synagogue et la salle des fêtes, est réservée aux femmes. 
Le sous-sol comprend un mikvé pour bains rituels (deux bains dames et un bain hommes) et une cuisine. Le centre comporte encore d’autres pièces salons, salle de lecture, salle de gymnastique.